# 多瑙伊·拉约什
多瑙伊·拉约什（匈牙利語：Dunai Lajos，1942年11月29日—2000年12月18日），匈牙利男子足球运动员，司职前锋。他曾代表匈牙利国家队参加1968年夏季奥林匹克运动会足球比赛，获得一枚金牌。